# Ширинье (село)
Ширинье — село в Ярославском районе Ярославской области России. 
В рамках организации местного самоуправления входит в Курбское сельское поселение; в рамках административно-территориального устройства включается в Ширинский сельский округ в качестве его центра. 

## География
Расположено в 33 км от западной границы города Ярославль, на реке Ширинка.
В 10 км к востоку находится центр Курбского сельского поселения — село Курба.

## История
Каменный пятиглавый храм в селе построен в 1772 году на средства прихожан. В 1836 году пристроена зимняя церковь, в 1851 году — ярусная колокольня. Престолов было три: во имя Покрова Пресвятой Богородицы; во имя Казанской иконы Божией Матери; во имя святителя Николая, архиепископа Мир Ликийских, Чудотворца.
В конце XIX — начале XX село входило в состав Курбской волости Ярославского уезда Ярославской губернии.
С 1929 года село являлось центром Ширинского сельсовета Ярославского района, с 1944 по 1957 год — входило в состав Курбского района, с 2005 года — в составе Курбского сельского поселения.

## Население
| 1859 | 1914 | 2007 | 2010 |
| ---- | ---- | ---- | ---- |
| 187  | ↗204 | ↗466 | ↘382 |

## Инфраструктура
В селе имеются Ширинская основная школа, социально-реабилитационный центр для несовершеннолетних «Вертикаль», дом культуры, фельдшерско-акушерский пункт (филиал Ярославской центральной районной больницы), отделение почтовой связи.

## Общественный транспорт
Ширинье обслуживается автобусными маршрутами №№ 154 Ярославль-Главный — Ширинье, 154К Ярославль-Главный — Ширинье (через Курбу).

## Достопримечательности
В селе находятся церковь Покрова Пресвятой Богородицы и памятник ветеранам Великой Отечественной войны.